# Gampel
Pour l’article homonyme, voir Alan Gampel.
Gampel est une localité et une ancienne commune suisse du canton du Valais, située dans le district de Loèche.
Depuis le 1er janvier 2009, elle fait partie de la commune de Gampel-Bratsch.

## Historique

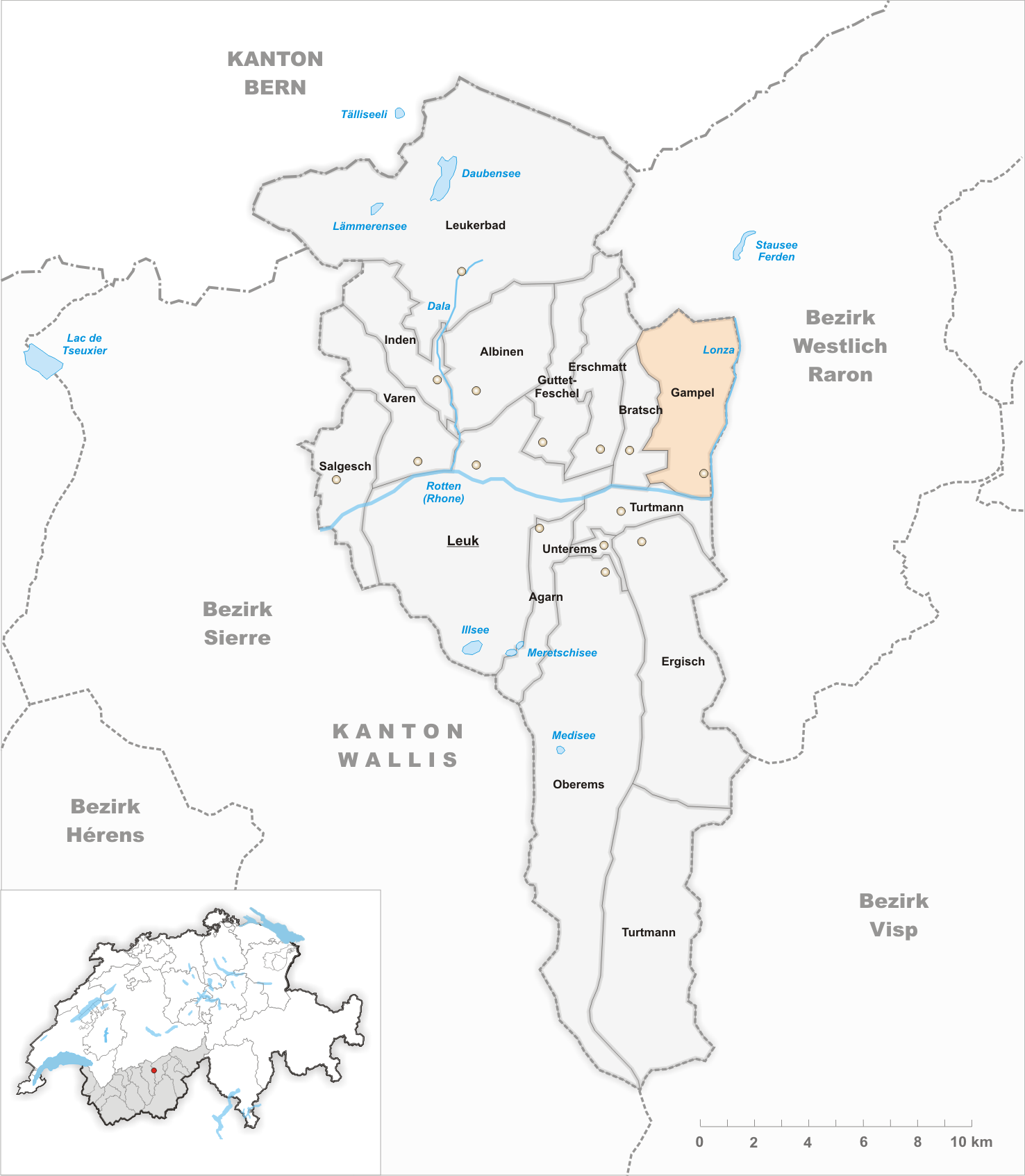
Territoire de l'ancienne commune de Gampel.

Dès 1238, Gampel est mentionné sous le nom de Champils puis Campiz (1305), Campuel (en 1307) Champez (en 1344) pour prendre le nom de Gampel (ou Gampil),.
En 1339, Gampel est cité en tant que commune indépendante et fait partie des communes du dizain de Loèche qui s'unissent pour la sauvegarde de leurs intérêts (1357).
Le hameau de Jeizinen rejoint la commune de Gampel en 1674. Ce hameau sera brulé par les français en 1798. Gampel est également victime d'un incendie majeur en 1890 qui détruit l'ensemble de la commune à l'exception de quelques bâtiments.
Le sceau municipal est officiellement accepté en 1919 (voir illustration).
Dès la fin du XIXe siècle et au début du XXe siècle, Gampel va bénéficier comme l'ensemble des communes de la vallée du Rhône de trois facteurs accélérateurs de son développement.
- L'endiguement du Rhône qui crée des terres agricoles pour les cultures maraîchères et les arbres fruitiers (1869-1875),
- La construction du chemin de fer du Bouveret à Martigny en 1859, puis Sion (1860), Sierre (1868) et Brigue en 1872 et le percement du tunnel du Simplon en 1906. Cette ligne principale permet aux produits valaisans d'être diffusés (vin, fruits), l'essor du tourisme avec le rattachement des lignes desservants les vallées latérales (comme Viège à Zermatt) à la ligne principale.
- Le développement de l'électricité avec l'utilisation des forces hydrauliques qui favorise l'installation de nombre d'usines (comme à Martigny, Sion, etc.) et à Gampel celui de la Lonza (1897).

Gampel sera le siège de l'usine de Lonza. Vers 1920, l'usine hydroélectrique de la Pissevache, implantée au sommet de la cascade, est cédée à Lonza SA.
En 1997, lors d'un camp scout, il y a eu une disparition très inquiétante de 2 enfants de 10 ans (Tobias Zermatten et Frank Salzman) qui n'a jamais été élucidée. Cela a fait de Gampel (Jeizinen) un lieu hanté selon les anciens.

Gampel (1918-1937 ?) avec le siège et l'usine de Lonza AG et la centrale électrique.

## Activités
Depuis 1986 a lieu chaque été un festival rock, l'Open Air Gampel.
Depuis 2001, la course de montagne de Jeizinen, à laquelle ont participé des athlètes féminines suisse célèbre comme Nathalie Etzensperger, Andrea Zimmermann, Isabelle Favre.